# Willem C. Vis Moot
Il Willem C. Vis International Commercial Arbitration Moot anche noto in forma abbreviata come Vis Moot è una competizione internazionale di arbitrato simulato.
Si tiene ogni anno a Vienna, in Austria, a partire dal 1994 e vi partecipano oltre 300 facoltà di giurisprudenza da tutto il mondo, creando anche oltre venti eventi preparatori ogni anno prima che si svolgano i round veri e propri a Vienna. È la maggiore competizione di arbitrato simulato e la seconda maggiore competizione al mondo di procedimenti giudiziari simulati.
Una competizione gemella, nota come Willem C. Vis (East) Moot, si tiene a Hong Kong poco prima dei round di Vienna. È stato istituito nel 2003 e attira ogni anno circa 150 squadre, il che lo rende il secondo più grande evento di arbitrato simulato commerciale. In questo evento viene sottoposto alle squadre il medesimo caso utilizzato nel Vis Moot, principale, così come le varie amichevoli pre-moot.
L'obiettivo di entrambi i Vis moot è quello di promuovere lo studio dell'arbitrato commerciale internazionale e di incoraggiare la risoluzione delle controversie commerciali tramite arbitrato. Il caso arbitrale si basa sempre su una transazione commerciale internazionale soggetta alla Convenzione delle Nazioni Unite sui contratti di vendita internazionale di merci (comunemente nota come CISG) e coinvolge anche questioni procedurali dell'arbitrato, come la giurisdizione e i poteri di un tribunale arbitrale. Il moot consiste nella presentazione di memorie scritte sia per l'attore che per il convenuto prima della fase orale della competizione, anche se le argomentazioni scritte non hanno alcuna rilevanza né per i turni preliminari né per le fasi a eliminazione diretta della fase orale.

## Storia

### Willem C. Vis
Il moot prende il nome da Willem Cornelis Vis (1924-1993), esperto di transazioni commerciali internazionali e di procedure di risoluzione delle controversie. Nato a Utrecht, Vis si è laureato all'Università di Leida e all'Università di Nimega nei Paesi Bassi e ha studiato legge, economia e filosofia al Magdalen College di Oxford. Vis ha iniziato a lavorare per la cooperazione europea nel 1957 come membro del Segretariato del Consiglio d'Europa, nelle direzioni dei diritti umani e degli affari legali, e successivamente, nel 1965, è diventato Segretario generale aggiunto dell'Istituto internazionale per l'unificazione del diritto privato (UNIDROIT) a Roma. Nel 1968 si è trasferito al Segretariato delle Nazioni Unite a New York, dove è diventato funzionario legale senior, poi capo della sezione di diritto commerciale internazionale dell'Ufficio degli affari legali delle Nazioni Unite e segretario della Commissione delle Nazioni Unite per il diritto commerciale internazionale (UNCITRAL). Vis è stato segretario esecutivo della Conferenza diplomatica di Vienna che ha creato la Convenzione delle Nazioni Unite sui contratti di vendita internazionale di merci (CISG). Ha contribuito alla stesura del Regolamento arbitrale dell'UNCITRAL, è stato rappresentante dei Paesi Bassi presso l'UNCITRAL e ha presieduto il gruppo di lavoro sui pagamenti internazionali. Ha fatto parte della facoltà di legge della Pace University dal 1980 fino alla sua morte, avvenuta nel 1993. In questo ateneo ha continuato a partecipare allo sviluppo del diritto commerciale internazionale ed è stato direttore fondatore del Pace Institute of International Commercial Law.

### Organizzazione e sponsor
Il moot è organizzato dall'Associazione per l'organizzazione e la promozione del moot sull'arbitrato commerciale internazionale Willem C. Vis. Il direttore era il professore emerito della Pace Law School Eric Bergsten, ex segretario dell'UNCITRAL fino al suo ritiro nel 2013, dopo il 20° moot annuale. Gli attuali direttori sono Christopher Kee, Patrizia Netal e Stefan Kroell.
Il moot è patrocinato da International Centre for Dispute Resolution/American Arbitration Association, International Arbitral Centre of the Austrian Federal Economic Chamber, Australian Centre for International Commercial Arbitration, CEPANI (Belgio), Chartered Institute of Arbitrators, Chinese-European Arbitration Centre, German Institution of Arbitration, Hong Kong International Arbitration Centre, Camera di Commercio Internazionale, Corte Permanente di Arbitrato, JAMS, London Court of International Arbitration, Moot Alumni Association, Singapore International Arbitration Centre, Swiss Arbitration Association, United Nations Commission on International Trade Law, Beijing International Arbitration Centre, Vienna International Arbitral Centre e la Facoltà di Giurisprudenza dell'Università di Vienna.

### Vis East
Il Vis East Moot è il moot gemello del Vis Moot di Vienna. Il Vis East si svolge ogni anno a Hong Kong.
Fondato nel 2003 da Louise Barrington, arbitro canadese con sede a Hong Kong, il Vis East è stato originariamente sottoscritto dall'East Asia Branch del Chartered Institute of Arbitrators. Il Vis East utilizza lo stesso problema di moot e le regole sono essenzialmente le stesse del Moot che si svolge a Vienna. Tuttavia, si tratta di due moot distinti, con iscrizioni e quote di partecipazione separate, nonché vincitori distinti: il Vis East non è un moot regionale eliminatorio per la competizione di Vienna. Una facoltà di legge può iscriversi al Vis East, al moot di Vienna o a entrambi. Sebbene gli stessi studenti possano far parte di entrambe le squadre, uno studente non può presentare argomentazioni orali sia nel Moot di Hong Kong che in quello di Vienna nello stesso anno, anche se i due Moot si svolgono a distanza di una settimana l'uno dall'altro; inoltre, gli studenti che hanno parlato nei turni eliminatori delle edizioni precedenti (sia a Vienna che a Hong Kong) non possono partecipare come oratori alle competizioni successive. La prima sede locale del Vis East è stata la City University di Hong Kong; la prima e la terza edizione si sono svolte nel campus della City University a Kowloon Tong. I due moot successivi sono stati ospitati dalla Chinese University of Hong Kong nel suo campus di Central. Dalla sesta edizione, il moot è tornato alla City University di Hong Kong. Il direttore del Vis East è Louise Barrington, con Sherlin Tung come vicedirettore.

### Caso arbitrale
Nei casi proposti nella competizione è sempre indicata come sede dell'arbitrato la Danubia. Si tratta di un Paese immaginario, che ha adottato una disciplina dell'arbitrato commerciale internazionale basata modello UNCITRAL ed ha aderito alla Convenzione sul riconoscimento e l'esecuzione dei lodi arbitrali stranieri (Convenzione di New York). La clausola arbitrale contenuta nel contratto prevede sempre che la controversia sia decisa da un arbitrato con sede in Danubia secondo il regolamento arbitrale di una delle varie camere arbitrali che sponsorizzano il moot. A livello sostanziale, il caso è sempre relativo alla Convenzione delle Nazioni Unite sui contratti di vendita internazionale di merci (CISG).
| Moot | Anno | Regolamento arbitrale del caso                                                         |
| ---- | ---- | -------------------------------------------------------------------------------------- |
| 1st  | 1994 | UNCITRAL Arbitration Rules                                                             |
| 2nd  | 1995 | UNCITRAL Arbitration Rules                                                             |
| 3rd  | 1996 | International Arbitration Rules of the American Arbitration Association                |
| 4th  | 1997 | Rules of Arbitration of the International Chamber of Commerce                          |
| 5th  | 1998 | UNCITRAL Arbitration Rules                                                             |
| 6th  | 1999 | International Arbitration Rules of the American Arbitration Association                |
| 7th  | 2000 | Rules of the London Court of International Arbitration                                 |
| 8th  | 2001 | Rules of Arbitration of the International Chamber of Commerce                          |
| 9th  | 2002 | International Arbitration Rules of the American Arbitration Association                |
| 10th | 2003 | Arbitration Rules of the German Institution of Arbitration                             |
| 11th | 2004 | Arbitration Rules of the Singapore International Arbitration Centre                    |
| 12th | 2005 | Swiss Rules of International Arbitration                                               |
| 13th | 2006 | Arbitration Rules of the Chicago International Dispute Resolution Association          |
| 14th | 2007 | Arbitration Rules of The Court of International Commercial Arbitration, Romania        |
| 15th | 2008 | JAMS International Arbitration Rules                                                   |
| 16th | 2009 | Arbitration Rules of the Arbitration Institute of the Stockholm Chamber of Commerce    |
| 17th | 2010 | Arbitration Rules of the Australian Centre for International Commercial Arbitration    |
| 18th | 2011 | Arbitration Rules of the Chamber of National and International Arbitration of Milan    |
| 19th | 2012 | Arbitration Rules of the China International Economic and Trade Arbitration Commission |
| 20th | 2013 | Arbitration Rules of the Chinese European Arbitration Centre                           |
| 21st | 2014 | Arbitration Rules of the Belgian Centre for Arbitration and Mediation                  |
| 22nd | 2015 | Rules of Arbitration of the International Chamber of Commerce                          |
| 23rd | 2016 | Arbitration Rules of the Vienna International Arbitration Center                       |
| 24th | 2017 | Arbitration Rules of Arbitration Center of the Chamber of Commerce Brazil-Canada       |
| 25th | 2018 | UNCITRAL Arbitration Rules                                                             |
| 26th | 2019 | Arbitration Rules of the Hong Kong International Arbitration Centre                    |
| 27th | 2020 | Rules of the London Court of International Arbitration                                 |
| 28th | 2021 | Swiss Rules of International Arbitration                                               |
| 29th | 2022 | Asian International Arbitration Centre Rules                                           |

## Struttura della competizione
Il Vis Moot si compone di due parti. La fase scritta del Vis Moot inizia il primo venerdì di ottobre, quando viene distribuito alle squadre partecipanti il caso arbitrale, che consiste in dichiarazioni iniziali di rivendicazione e difesa da parte degli avvocati delle parti, nonché in mozioni relative a questioni procedurali ed esibizioni. Secondo un'ordinanza del tribunale arbitrale, entrambe le parti devono preparare una memoria su questioni di fatto e procedurali. Il memorandum a sostegno della posizione del ricorrente deve essere consegnato all'inizio di dicembre. Man mano che il moot procede, a ogni squadra viene inviata una copia della memoria del ricorrente di una delle altre squadre del moot. La memoria del convenuto viene preparata in risposta alla memoria ricevuta e deve essere presentata a metà febbraio. Con la presentazione della memoria di risposta si chiude la fase scritta. I premi per le migliori memorie della competizione saranno consegnati alle squadre solo l'ultimo giorno delle discussioni orali. A differenza di altre competizioni internazionali di mooting, non c'è una selezione delle squadre che possono procedere alle discussioni orali in base alla qualità dei loro memorandum - ogni squadra che partecipa al Vis Moot può andare a Vienna o a Hong Kong.

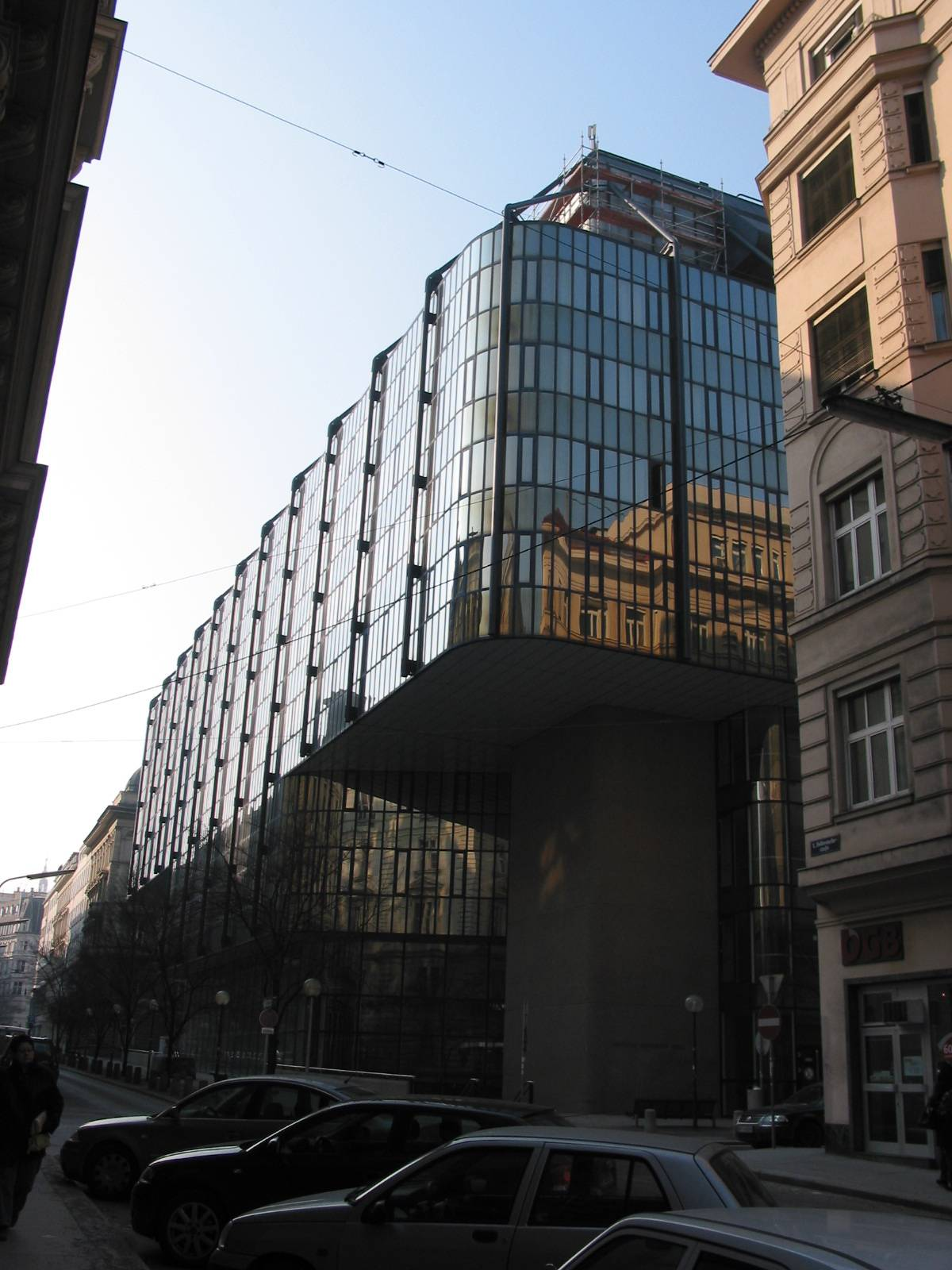
Juridicum, University of Vienna

Le discussioni orali si svolgono poi a Vienna e a Hong Kong. A Vienna, iniziano ogni anno con un ricevimento formale di apertura il venerdì di una settimana prima di Pasqua e si concludono con le finali il giovedì della Settimana Santa. Il giovedì sera che precede la cerimonia di apertura, l'Associazione degli ex alunni del Moot organizza tradizionalmente una festa di benvenuto per gli studenti partecipanti, gli allenatori e gli ex alunni del Moot. I turni generali delle discussioni orali si svolgono presso la Facoltà di Giurisprudenza dell'Università di Vienna (il Juridicum) e in diversi studi legali vicini, dal sabato al martedì. Iniziano il sabato mattina alle 8.30 (per le circa 25 squadre che hanno ottenuto il primo "slot") e ogni squadra in gara discute in quattro udienze (contro quattro squadre diverse, di solito accoppiando una squadra di un Paese di civil law con una squadra di un Paese di common law) durante i quattro giorni successivi. I turni preliminari si concludono martedì pomeriggio con l'annuncio delle 64 squadre più votate (32 per Hong Kong) che passano ai turni eliminatori. Accedere ai gironi eliminatori è già di per sé un risultato, soprattutto perché il punteggio dei gironi generali non è omogeneo. I turni eliminatori si svolgono quindi martedì sera, mercoledì e giovedì e culminano nella discussione finale. Il moot si conclude con un banchetto di premiazione dopo la discussione finale.

### Competizioni preliminari (Pre-moots)

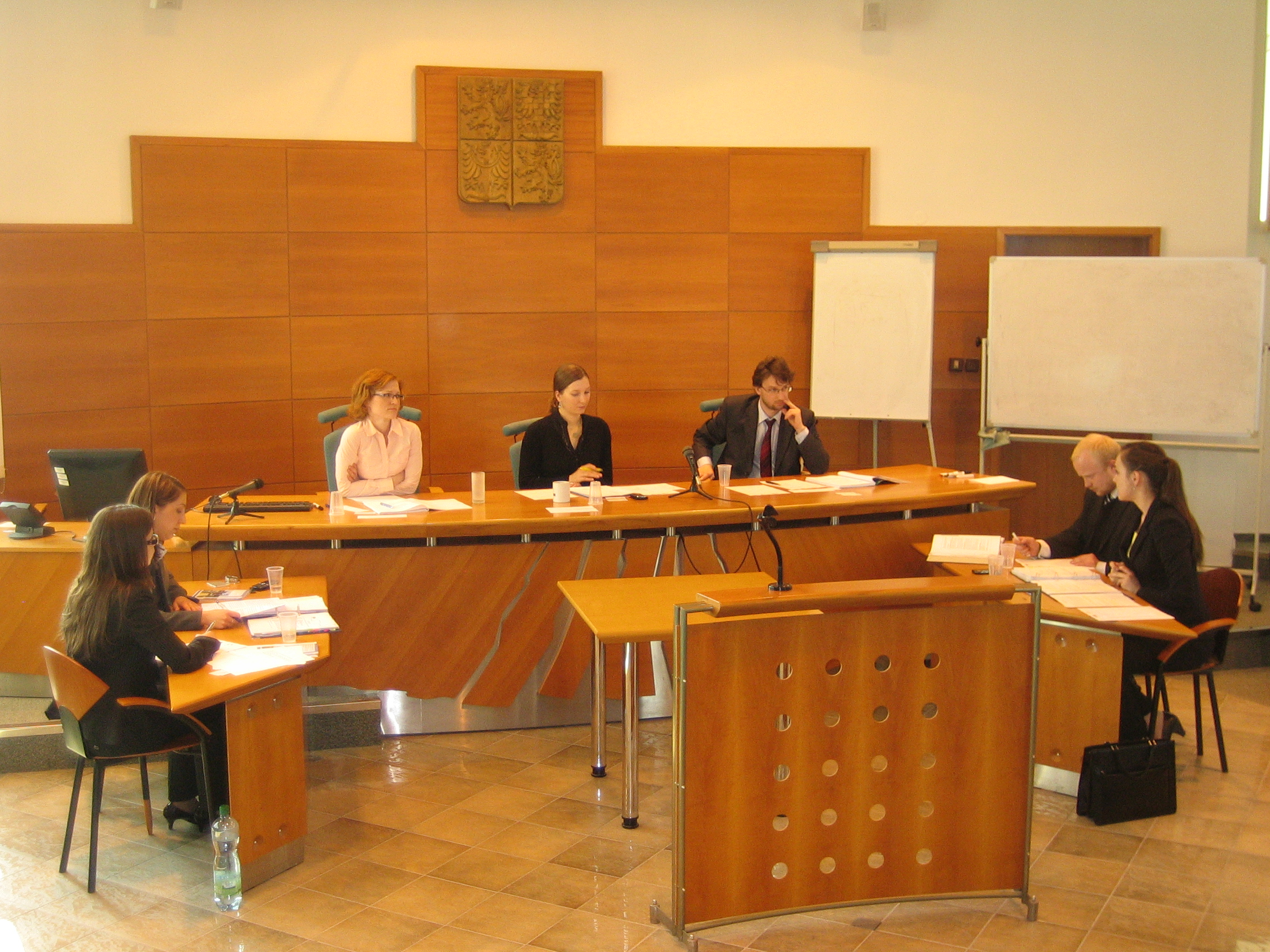
Pre-moot at Olomouc Faculty of Law courtroom

Poiché la popolarità dei Vis moot è cresciuta costantemente, molte facoltà partecipano a sessioni per esercitarsi nella presentazione delle proprie argomentazioni, prima di recarsi a Vienna o a Hong Kong per il moot vero e proprio. Alcuni esempi di questi pre-moot sono:
- Belgrade Open tenuto in Serbia. Organizzato dal 2008, ha un'affluenza di circa 60 squadre all'anno
- Shanghai Moot tenuto a Shanghai. Organizzato dal 2010, ha un'affluenza di circa 50 squadre all'anno
- Asian International Arbitration Centre competition tenuto a Kuala Lumpur. Organizzato dal 2017, ha un'affluenza di circa 80 squadre all'anno
- CIArb Australia competition held in Melbourne. Organizzato dal 2018, ha un'affluenza di circa 20 squadre all'anno
- Permanent Court of Arbitration's pre-moots che si tiene in varie parti del mondo
- International Centre for Dispute Resolution competizione tenuta a New York. Organizzata dal 2008, ha un'affluenza di decine di squadre all'anno
- IAC Central Asia competition tenuta in Kazakhstan. Organizzata dal 2018
- Fox Williams/CIArb competition tenuta a London. Organizzata dal 2015, ha un'affluenza di circa 30 squadre per anno

### Premi
Sia a Vienna che a Hong Kong vengono assegnati vari premi per le difese scritte e orali (individuali e di squadra). Vengono assegnate menzioni d'onore alle squadre che superano le fasi a eliminazione diretta della fase orale, alle memorie scritte e alle prestazioni individuali durante la discussione orale. Vengono inoltre assegnati i premi per la miglior memoria e il miglior difensore in discussione orale ai primi tre classificati di ogni categoria.

### Sedi
Le diverse occasioni della fase orale del Vienna Moot non si sono sempre tenute nelle sedi in cui si svolgono oggi. Con la crescita del Vis Moot nel corso degli anni, lo spazio necessario è cresciuto di pari passo e ha richiesto un certo numero di cambiamenti di sede di anno in anno. Il ricevimento di apertura, ad esempio, si è tenuto presso la sede dell'UNCITRAL durante i primi tre Moot (1994-96), per poi spostarsi nell'edificio della vecchia Borsa di Vienna (la "Börse"), al Teatro Ronacher (fino al 2005) e poi alla Konzerthaus (13º Moot, 2006). Nel 2007 il ricevimento di apertura si è tenuto alla Stadthalle, ma nel 2008 è tornato alla Konzerthaus.
Dal 1° al 3° Vis Moot (1994-96), le udienze vere e proprie si sono tenute presso il Centro Arbitrale Internazionale della Camera Economica Federale Austriaca (Wiedner Hauptstrasse 63 nel 4º distretto di Vienna), nelle stesse sale in cui si tengono le udienze arbitrali ordinarie. Solo a partire dal 4º Moot (1997) le udienze si sono svolte presso il Juridicum della Facoltà di Giurisprudenza dell'Università di Vienna. Durante i Moot più recenti, alcune udienze si sono tenute presso gli uffici di studi legali vicini (poiché il Juridicum da solo non poteva più ospitare il numero crescente di udienze), in particolare presso gli uffici di Dorda Brugger Jordis (dall'11° Moot 2004), DLA Piper Weiss-Tessbach (dal 16° Moot 2009) e Baker McKenzie: Diwok Hermann Petsche (dal 17° Moot 2010).
La sede della finale del campionato è rimasta ancora più a lungo presso il Centro Arbitrale Internazionale di Vienna, dove si è tenuta l'ultima udienza di ogni anno dal 1º al 6º Moot (1994-99). Dal 7º al 10º Moot (2000-03), l'udienza finale si è svolta nella Festsaal del Municipio di Vienna (il Rathaus), mentre dall'11º Moot (2004) si è spostata al Messen. Il banchetto di premiazione che segue la finale del campionato si è tenuto al Piaristenkeller, uno storico ristorante viennese, durante il 1º e il 2º Moot (1994-95), poi nel Rathauskeller del Municipio di Vienna (in occasione del 3º Moot, 1996) e successivamente nella Festsaal dello stesso edificio (dal 4º al 10º Moot, 1997-2003). Dall'11º Moot (2004), si tiene presso la Messe.
Un luogo che ha mantenuto inalterato il suo ruolo importante nel Moot (fin dal 4º Moot, quando fu utilizzato per la prima volta) è il "Dachgeschoss". Il termine "Dachgeschoss" (in tedesco "piano superiore"; letteralmente "piano del tetto" (Dach = tetto, Geschoss = piano)), che è entrato a far parte del vocabolario internazionale dei moot, si riferisce all'ultimo piano (7º piano) dello Juridicum di Vienna. Ospita l'amministrazione del moot (dove le squadre e gli arbitri si registrano, gli arbitri ritirano e consegnano i loro fogli di valutazione e sono disponibili i biglietti per il banchetto di premiazione), il banco della MAA (Moot Alumni Association), gli espositori delle varie case editrici di legge sponsor (che spesso offrono speciali "offerte moot") e, cosa forse più importante, sedie, tavoli e aree lounge per i partecipanti e gli arbitri per incontrarsi e soffermarsi. Il Dachgeschoss è il luogo in cui ogni mattina viene affisso il calendario delle udienze della giornata (con l'elenco delle squadre, della sala d'udienza e degli arbitri). Durante i turni eliminatori, questo è anche il luogo in cui le squadre e gli arbitri si riuniscono dopo ogni turno per sapere quale squadra passerà al turno successivo.

## Accoglienza
I Vis moot sono considerati due delle più prestigiose competizioni al mondo. Con i più importanti studiosi e professionisti nel campo del diritto commerciale internazionale e dell'arbitrato internazionale che fungono da arbitri per giudicare le varie squadre, la competizione è stata definita "le Olimpiadi del diritto commerciale internazionale" ed è stato riconosciuto il merito di aver affrontato le questioni emergenti in questo settore, colmare il divario tra le culture della civil law e della common law e formare la prossima generazione di avvocati specializzati in arbitrato internazionale. Vi partecipano molte facoltà di legge di tutto il mondo. Nel 1994, quando si tenne il primo Moot, parteciparono 11 squadre. Da allora, il campo è cresciuto rapidamente: Il 26º Moot, tenutosi nel 2019, ha visto la partecipazione di oltre 300 squadre. Nella maggior parte delle facoltà di legge, essere selezionati come membri di una squadra è di per sé un segno di eccellenza.
La popolarità del Vis Moot è cresciuta rapidamente nell'ultimo decennio della sua esistenza. Il Moot offre agli studenti di legge l'opportunità di interagire con studenti di altri Paesi e di altre culture, fornendo loro un approccio multiculturale che è senza dubbio un vantaggio negli arbitrati internazionali e uno degli obiettivi di questa competizione. L'altra attrattiva della competizione sono le feste organizzate dalla Moot Alumni Association (MAA), che offrono agli studenti l'opportunità di rilassarsi dopo mesi di rigorosa preparazione al moot. La MAA organizza una festa di benvenuto un giorno prima del ricevimento ufficiale di apertura e una festa di addio un giorno prima delle finali e del banchetto di premiazione.
Anche quando non ci sono feste, i partecipanti escono in un bar per bere e incontrare altri partecipanti. Il locale che tradizionalmente è stato considerato il pub del Moot è il Ma Pitom situato nel Bermudadreieck, la zona mondana viennese. Durante il 4° Vis Moot (tenutosi nel 1997), si è trasformato nel punto di incontro notturno centrale per i partecipanti al Moot ed è stato sede di molti festeggiamenti per il Moot. Durante il 14°-16° Vis Moot (2007-09), nel Museumsquartier ha funzionato come bar del MAA Moot. Il 17° Vis Moot 2010 ha visto una nuova sede, l'Ost-Klub. Nel 2017, per il 24° Vis Moot il club è tornato ad Aux Gazelles.
Durante le cerimonie di apertura del 13° Vis Moot 2006, il pubblico ha potuto assistere a un fenomeno culturale inaspettato quando il professor Harry Flechtner, uno dei principali studiosi statunitensi della CISG, è salito sul palco e ha eseguito due canzoni in stile country scritte appositamente per questo scopo, la "CISG Song" e (come bis) il "Mootie Blues". Ha ripetuto il successo durante il 14° Vis Moot 2007 e il 15° Vis Moot 2008 (aggiungendo una canzone ispirata al caso arbitrale di quell'anno, intitolata "The Ballad of Blue Hills 2005").
Alcuni testi di Mootie Blues - in particolare "And since you had't had a date since stars first shone in the night above / That's when you realized that you're in the moot for love" - alludono a un particolare fenomeno culturale che fa parte dell'esperienza del Vis Moot fin dai primi anni. L'obiettivo generale della CISG, espresso nel suo preambolo - "promuovere relazioni amichevoli tra gli Stati" - è spesso perseguito a livello personale a Vienna e Hong Kong, il che si traduce in un numero sorprendente di relazioni amichevoli tra i singoli partecipanti al Moot. E, nonostante il vecchio proverbio del Moot "Ciò che accade a Vienna rimane a Vienna", il tempo ha dimostrato che molto spesso Vienna (o, più recentemente, Hong Kong) è solo l'inizio: Nel corso degli anni, numerosi partecipanti al Moot si sono trasferiti in un paese straniero grazie a un rapporto di amicizia instaurato durante la settimana del Moot, e si è persino celebrato un numero impressionante di matrimoni indotti dal Moot (tra partecipanti di squadre diverse, ma anche tra partecipanti e arbitri).

## Associazione di ex partecipanti (MAA)
La Moot Alumni Association (MAA) è l'associazione degli ex alunni di entrambi i Moot Vis. È stata fondata nel 1996 all'indomani del 3° Willem C. Vis Moot ed è un'associazione senza scopo di lucro di diritto austriaco con sede a Vienna. Con oltre 5.000 soci, il MAA è composto da studenti, illustri accademici e professionisti, nonché da arbitri e professionisti di fama internazionale.
Nel 2019, il MAA ha istituito un Core Team, ampliando la sua portata e i suoi progetti. Il Core Team del MAA è responsabile di vari progetti del MAA, come la pubblicazione della rivista Vindobona di diritto commerciale internazionale e dell'arbitrato, facilitando tirocini e impieghi in queste aree del diritto, un programma Mentor-Mentee, un comitato per la diversità e l'inclusione, il progetto Cina, la MAA Speaker Series e altre conferenze e seminari giuridici, nonché la collaborazione con la Commissione delle Nazioni Unite per il diritto commerciale internazionale (UNCITRAL) e l'Istituto di diritto commerciale internazionale della Pace Law School.
Le attività del MAA durante il Willem C. Vis Moots comprendono l'organizzazione della conferenza annuale Generations in Arbitrations e della conferenza Peter Schlectriem CISG, gli eventi sociali per i partecipanti al Vis Moot, in particolare il MAA Welcome Party la sera prima dei ricevimenti di apertura, i Moot Bar serali, il MAA Coffee House giornaliero e i Farewell Party prima delle fasi finali.
Il Consiglio direttivo 2021-2022 è composto da Sherlin Tung come Presidente, Isabela Deveza e Sabine Neuhaus come Vicepresidenti, Alicja Zielenska-Eisen e Wendy Gonzalez come Segretarie.